# Подоловка (Харьковская область)
Подоловка (укр. Подолівка) — село,
Подоловский сельский совет,
Барвенковский район,
Харьковская область, Украина.
Код КОАТУУ — 6320485501. Население по переписи 2001 г. составляет 354 (172/182 м/ж) человека.
Является административным центром Подоловского сельского совета, в который, кроме того, входят
с. Архангеловка,
с. Благодатное,
с. Даниловка,
с. Александровка и
пос. Языково.

## Географическое положение
Село Подоловка находится на правом берегу реки Сухой Торец, примыкает к сёлам
Архангеловка,
Даниловка,
Благодатное и посёлку Языково.
Рядом находится железнодорожная станция Языково.

## Культура
- Школа.
- Клуб.

## Достопримечательности
- Братская могила советских воинов и памятный знак воинам-землякам. Похоронено 211 воин.